# Atlantic Cup (rugby à XIII)
Pour les articles homonymes, voir Atlantic Cup.
L'Atlantic Cup est une compétition internationale de rugby à XIII créée en 2009 et qui met aux prises les États-Unis, la Jamaïque et depuis 2010, le Canada.

## Résultats

### 2009
| 14 novembre 2009 | États-Unis | 37 - 22 | Jamaïque | Hodges Stadium, Jacksonville 3 500 spectateurs Arbitre : Ben Thaler |
| 14 novembre 2009 |            |         |          | Hodges Stadium, Jacksonville 3 500 spectateurs Arbitre : Ben Thaler |
| 14 novembre 2009 |            |         |          | Hodges Stadium, Jacksonville 3 500 spectateurs Arbitre : Ben Thaler |

### 2010
| 16 novembre 2010 | États-Unis | 36 - 26 | Jamaïque | Hodges Stadium, Jacksonville Arbitre : Phil Bentham |
| 16 novembre 2010 |            |         |          | Hodges Stadium, Jacksonville Arbitre : Phil Bentham |
| 16 novembre 2010 |            |         |          | Hodges Stadium, Jacksonville Arbitre : Phil Bentham |

| 18 novembre 2010 | Jamaïque | 36 - 26 | Canada | Hodges Stadium, Jacksonville Arbitre : Phil Bentham |
| 18 novembre 2010 |          |         |        | Hodges Stadium, Jacksonville Arbitre : Phil Bentham |
| 18 novembre 2010 |          |         |        | Hodges Stadium, Jacksonville Arbitre : Phil Bentham |

| 16 novembre 2010 | États-Unis | 46 - 12 | Canada | Hodges Stadium, Jacksonville 2 800 spectateurs Arbitre : Phil Bentham |
| 16 novembre 2010 |            |         |        | Hodges Stadium, Jacksonville 2 800 spectateurs Arbitre : Phil Bentham |
| 16 novembre 2010 |            |         |        | Hodges Stadium, Jacksonville 2 800 spectateurs Arbitre : Phil Bentham |

| Clas. | Équipes    | MJ | V | N | D | PP | PC | DP  | Pts |
| 1er   | États-Unis | 2  | 2 | 0 | 0 | 80 | 48 | +44 | 4   |
| 2e    | Jamaïque   | 2  | 1 | 0 | 1 | 58 | 48 | +10 | 2   |
| 3e    | Canada     | 2  | 0 | 0 | 2 | 24 | 78 | -54 | 0   |